# Christina Weiss

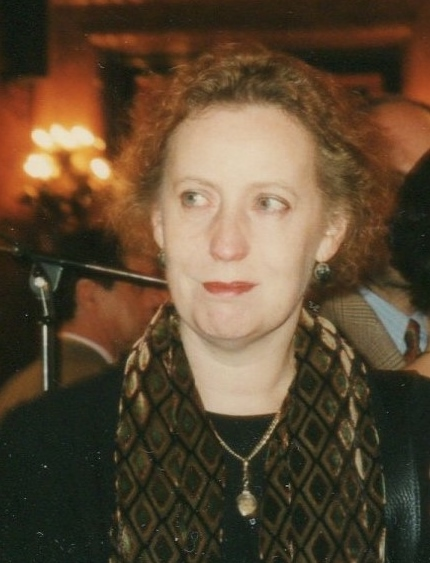
Christina Weiss

Christina Weiss (* 24. Dezember 1953 in St. Ingbert) ist eine deutsche Journalistin und parteilose Politikerin. Sie war von 2002 bis 2005 Beauftragte der Bundesregierung für Kultur und Medien.

## Ausbildung und Beruf
Nach dem Abitur 1972 absolvierte Christina Weiss ein Studium der Vergleichenden Literaturwissenschaft (Komparatistik), Germanistik, Italienischen Philologie und der Kunstgeschichte an der Universität des Saarlandes in Saarbrücken, welches sie 1977 beendete. Danach war sie bis 1984 als wissenschaftliche Mitarbeiterin am Institut für Vergleichende Literaturwissenschaft an der Universität des Saarlandes tätig. Hier erfolgte auch 1982 ihre Promotion zum Dr. phil. mit der Arbeit Seh-Texte. Zur Erweiterung des Textbegriffes in konkreten und nachkonkreten visuellen Texten. Ab 1979 war sie zusätzlich als freie Literatur- und Kunstkritikerin tätig. Von 1984 bis 1986 war sie wissenschaftliche Mitarbeiterin an der Universität-Gesamthochschule Siegen (so die damalige Bezeichnung). 1987 wechselte sie als Redakteurin zur Kunstzeitschrift Art und war anschließend von 1988 bis 1991 Literatur- und Kunstkritikerin für die Süddeutsche Zeitung, Die Zeit, den Südwestfunk und den Deutschlandfunk. Von 1989 bis 1991 war sie daneben Leiterin des Literaturhauses Hamburg. Seit 1989 ist sie Mitglied der Freien Akademie der Künste Hamburg.
2006 wurde Christina Weiss zur Honorarprofessorin für Allgemeine und Vergleichende Literaturwissenschaft an der Universität des Saarlandes ernannt. Sie ist seit dem 10. März 2008 Vorsitzende des Vereins der Freunde der Nationalgalerie. Seit 2008 hat sie eine eigene Veranstaltungsreihe im Literarischen Colloquium Berlin (LCB): Viermal im Jahr gibt es dort eine Diskussionsrunde mit wechselnden Gesprächspartnern, die an Feiertagen im RBB ausgestrahlt werden.

## Familie
Christina Weiss ist mit Hans-Joachim Gante, ehemals Geschäftsführer des Bundesverbands der deutschen Luft- und Raumfahrt, verheiratet.

## Öffentliche Ämter
Am 26. Juni 1991 wurde Christina Weiss als Kultursenatorin der Freien und Hansestadt Hamburg in den vom Ersten Bürgermeister Henning Voscherau geführten Senat gewählt. Sie hat sich als Kultursenatorin für das Museum der Arbeit eingesetzt und das Museum eröffnet. Vom 15. Dezember 1993 bis zum 12. November 1997 war sie zusätzlich Leiterin des Senatsamts für Gleichstellung. Nachdem die rot-grüne Koalition unter Bürgermeister Ortwin Runde (seit 1997) bei der Bürgerschaftswahl 2001 ihre Mehrheit verloren hatte, schied sie im November 2001 aus dem Senat aus.
Nach der Bundestagswahl 2002 wurde sie am 22. Oktober 2002 als Staatsministerin im Bundeskanzleramt und Beauftragte der Bundesregierung für Kultur und Medien in die von Bundeskanzler Gerhard Schröder geführte Bundesregierung berufen. Am 22. November 2005 schied sie aus dem Amt. Sie hat sich in ihrer Amtszeit besonders für die experimentelle Kunst und die Kultur in der Hauptstadt starkgemacht. Auch die Reform der Filmförderung hat sie auf den Weg gebracht, mit der die Gründung der Deutschen Filmakademie einhergeht.
Seit 2006 gehörte sie dem Stiftungsrat des Friedenspreises des Deutschen Buchhandels an, der jährlich zur Frankfurter Buchmesse vergeben wird. Sie ist Vorsitzende des Kuratoriums der Allianz Kulturstiftung, Mitglied des Kuratoriums der Hanne Darboven Stiftung, Mitglied im Stiftungsrat der Schering Stiftung (Berlin) und Mitglied des PEN-Zentrums Deutschland.

## Auszeichnungen
- 2004: Marbacher Schillerrede[19]
- 2006: Puschkin-Medaille[20]
- 2007: Aleksandr-Men-Preis[21]
- 2008: Kommandeur der Ehrenlegion[22]